# Brook Benton
Brook Benton, all'anagrafe Benjamin Franklin Peay (Camden, 19 settembre 1931 – Queens, 9 aprile 1988), è stato un cantautore statunitense (segnatamente: afro-americano), in attività principalmente tra la fine degli anni cinquanta e la fine degli anni sessanta e che era dedito ai generi soul, pop e R&B.
Tra i suoi brani più famosi, figurano It's Just a Matter of Time, Thank You Pretty Baby, So Many Ways (1959), Endlessly (1959) e Rainy Night in Georgia (1970).

## Discografia

### Album
- 1959 – Brook Benton at His Best!!!! (Epic Records, LN 3573)
- 1959 – It's Just a Matter of Time (Mercury Records, MG-20421/SR-60077)
- 1959 – Endlessly (Mercury Records, MG-20464/SR-60146)
- 1960 – Brook Benton (RCA Camden Records, CAL-564)
- 1960 – I Love You in So Many Ways (Mercury Records, MG-20565/SR-60225)
- 1960 – The Two of Us (Mercury Records, MG-20588/SR-60244) con Dinah Washington
- 1960 – Songs I Love to Sing (Mercury Records, MG-20602/SR-60602)
- 1961 – Golden Hits (Mercury Records, MG-20607/SR-60607)
- 1961 – The Boll Weevil Song and 11 Other Great Hits (Mercury Records, MG-20641/SR-60641)
- 1961 – If You Believe (Mercury Records, MG-20619/SR-60619)
- 1962 – There Goes That Song Again (Mercury Records, MG-20673/SR-60673)
- 1962 – Singing the Blues - Lie to Me (Mercury Records, MG-20740/SR-60740)
- 1963 – Golden Hits, Vol. 2 (Mercury Records, MG-20774/SR-60774)
- 1963 – Best Ballads of Broadway (Mercury Records, MG-20830/SR-60830)
- 1964 – Born to Sing the Blues (Mercury Records, MG-20886/SR-60886)
- 1964 – On the Country Side (Mercury Records, MG-20918/SR-60918)
- 1964 – This Bitter Earth (Mercury Records, MG-20934/SR-60934)
- 1965 – The Soul of Brook Benton (Harmony Records, HL 7346)
- 1965 – Mother Nature, Father Time (RCA Victor Records, LPM/LSP-3526)
- 1966 – The Boll Weevil Song and Other Great Hits (Wing Records, W/SW 16314)
- 1966 – That Old Feeling (RCA Victor Records, LPM/LSP-3514)
- 1966 – My Country (RCA Victor Records, LPM/LSP-3590)
- 1966 – Brook Benton (Wing Records, MGW-12314/SRW-16314) riedizione di The Boll Weevil Song and 11 Other Great Hits (1961)
- 1967 – Laura (What's He Got That I Ain't Got) (Reprise Records, R/RS-6268)
- 1969 – Do Your Own Thing (Cottillion Records, SD 9002)
- 1970 – Brook Benton Today (Cottillion Records, SD 9018)
- 1970 – I Wanna Be with You (RCA Camden Records, CAS-2431)
- 1970 – Home Style (Cottillion Records, SD 9028)
- 1971 – The Gospel Truth (Cottillion Records, SD 058)
- 1972 – Story Teller (Cottillion Records, SD 9050)
- 1973 – Something for Everyone (MGM Records, SE-4874)
- 1975 – Brook Benton Sings a Love Story (RCA Victor Records, APL1-1044)
- 1976 – This Is Brook Benton (All Platinum Records, 3015)
- 1977 – The Best of Brook Benton (Musicor Records, 4603)
- 1978 – Hot and Sensitive (Olde World Records, OWR 7707)
- 1979 – Makin' Love Is Good for You (Pickwick Records, SPC-3693)
- 1983 – Beautiful Memories of Christmas (HMC Records, 830724)
- 1984 – It's Just a Matter of Time: His Greatest Hits (Mercury Records, 822321-1)
- 1985 – Memories Are Made of This (Allegance Records, AV 5033)
- 1986 – Brook Benton's Best (Pair Records, PDL2-1100)
- 1986 – The Brook Benton Anthology (1959-1970) (Rhino Records, RNFP 71497)

### Singoli
- 1955 – The Kentuckian Song/Ooh (Okeh Records, 7058)
- 1956 – Bring Me Love/Some of My Best Friends (Okeh Records, 7065)
- 1957 – I Wanna Do Everything for You/Come On Be Nice (Vik Records, 0285)
- 1957 – A Million Miles from Nowhere/Devoted (Vik Records, 0311)
- 1958 – Because You love Me/Crinoline Skirt (Vik Records, 0325)
- 1958 – Crazy in Love with you/I'm Coming Back to You (Vik Records, 0336)
- 1959 – It's Just a Matter of Time/Hurtin' Inside (Mercury Records, 71394)
- 1959 – Endlessly/So Close (Mercury Records, 71443)
- 1959 – Thank You Pretty Baby/With All of My Heart (Mercury Records, 71478)
- 1959 – So Many Ways/I Want You Forever (Mercury Records, 71512)
- 1959 – This Time of the Year/Nothing in the World (Mercury Records, 71554)
- 1959 – This Time of the Year/How Many Times (Mercury Records, 71558)
- 1959 – Only Your Love/If Only I Had Known (RCA Victor Records, 47-7489)
- 1960 – The Ties That Bind/Hither, Thither and Yon (Mercury Records, 71566)
- 1960 – Kiddio/The Same One (Mercury Records, 71652)
- 1960 – Fools Rush In (Where Angels Fear to Tread)/Someday (Mercury Records, 71722)
- 1960 – This Time of the Year/Merry Christmas, Happy New Year (Mercury Records, 71730)
- 1961 – Think Twice/For My Baby (Mercury Records, 71774)
- 1961 – The Boll Weevil Song/Your Eyes (Mercury Records, 71820)
- 1961 – Frankie and Johnny/It's Just a House Without You (Mercury Records, 71859)
- 1961 – Revenge/Really Really (Mercury Records, 71903)
- 1961 – Shadrack/The Lost Penny (Mercury Records, 71912)
- 1962 – Walk on the Wild Side/Somewhere in the Used to Be (Mercury Records, 71925)
- 1962 – Hit Record/Thanks to the Fool (Mercury Records, 71962)
- 1962 – Lie to Me/With the Touch of Your Hand (Mercury Records, 72024)
- 1962 – Hotel Happiness/Still Waters Run Deep (Mercury Records, 72055)
- 1963 – I Got What I Wanted/Dearer Than Life (Mercury Records, 72099)
- 1963 – My True Confession/Tender Years (Mercury Records, 72135)
- 1963 – Two Tickets to Paradise/Don't Hate Me (Mercury Records, 72177)
- 1963 – You're All I Want for Christmas/This Time of the Year (Mercury Records, 72214)
- 1963 – Going, Going, Gone/After Midnight (Mercury Records, 72230)
- 1964 – Too Late to Turn Back Now/Another Cup of Coffee (Mercury Records, 72266)
- 1964 – A House Is Not a Home/Come On Back (Mercury Records, 72303)
- 1964 – Lumberjack/Don't Do What I Did (Do What I Say) (Mercury Records, 72333)
- 1964 – Do It Right/Please, Please Make It Easy (Mercury Records, 72365)
- 1965 – Special Years/Where There's a Will (There's a Way) (Mercury Records, 72398)
- 1965 – Love Me Now/A-Sleepin' at the End of the Bed (Mercury Records, 72446)
- 1965 – Mother Nature, Father Time/You're Mine (RCA Victor Records, 47-8693)
- 1965 – Where There's Life/Only a Girl Like You (RCA Victor Records, 47-8768)
- 1966 – Too Much Good Lovin'/A Sailor Boy's Love Song (RCA Victor Records, 47-8830)
- 1966 – Break Her Heart/In the Evening in the Moonlight (RCA Victor Records, 47-8879)
- 1966 – Where Does a Man Go to Cry/The Roach Song (RCA Victor Records, 47-8944)
- 1966 – So True in Life, So True in Love/If You Only Knew (RCA Victor Records, 47-8995)
- 1966 – Our First Christmas Together/Silent Night (RCA Victor Records, 47-9031)
- 1967 – Wake Up/All My Love Belongs to You (RCA Victor Records, 47-9096)
- 1967 – Keep the Faith Baby/Going to Soulsville (RCA Victor Records, 47-9105)
- 1967 – You're the Reason I'm Living/Laura (Tell Me What He's Got That I Ain't Got) (Reprise Records, 0611)
- 1967 – Glory of Love/Weakness in a Man (Reprise Records, 0649)
- 1968 – Instead (Of Loving You)/Lonely Street (Reprise Records, 0676)
- 1968 – I Just Don't Know What to Do with Myself/Do Your Own Thing (Cotillion Records, 44007)
- 1969 – She Knows What to Do with 'Em/Touch 'Em with Love (Cotillion Records, 44031)
- 1969 – Nothing Can Take the Place of You/Woman Without Love (Cotillion Records, 44034)
- 1969 – Rainy Night in Georgia/Where Do You Go from Here (Cotillion Records, 44057)
- 1970 – My Way/A Little Bit of Soap (Cotillion Records, 44072)
- 1970 – Don't It Make You Want to Go Home/I've Gotta Be Me (Cotillion Records, 44078)
- 1970 – Shoes/Let Me Fix It (Cotillion Records, 44093)
- 1971 – Whoever Finds This, I Love You/Heaven Help Us All (Cotillion Records, 44110)
- 1971 – Take a Look at Your Hands/If You Think God Is Dead (Cotillion Records, 44119)
- 1971 – Please Send Me Someone to Love/She Even Woke Me Up to Say Goodbye (Cotillion Records, 44130)
- 1971 – A Black Child Can't Smile/If You Think God Is Dead (Cotillion Records, 44138)
- 1971 – Soul Santa/Let Us All Get Together with the Lord (Cotillion Records, 44141)
- 1972 – Movin' Day/Poor Make Believer (Cotillion Records, 44152)
- 1972 – If You've Got the Time/You Take Me Home Honey (MGM Records, 14440)
- 1973 – Lay Lady Lay/A Touch of Class (Brut Records, 810)
- 1973 – South Carolina/(Titolo lato B sconosciuto) (Brut Records, 816)
- 1974 – Winds of Change/I Keep Thinking to Myself (Stax Records, 0231)
- 1976 – Can't Take My Eyes Off You/Weekend with Feathers (All Platinum Records, 2364)
- 1977 – Makin' Love Is Good for You/Better Times (Olde World Records, 1100)
- 1978 – Soft/Glow Love (Olde World Records, 1107)
- 1979 – I Cried for You/Love Me a Little (Polydor Records, 2015)